# Dezime (Verslehre)
Als Dezime bezeichnet man in der Verslehre eine zehnzeilige Strophenform der deutschsprachigen Literatur, die auf die spanische décima zurückgeht.

## Ursprünge der Dezime in derdécimader spanische Dichtung
Die décima erscheint seit dem 15. Jahrhundert in der spanischen Dichtung in zahlreichen Formen und Varianten, wobei die von Lope de Vega nach Vicente Espinel benannte décima espinela oder einfach espinela der einzige verbreitete Formtyp geblieben ist, der auch in der volkstümlichen Dichtung des spanischsprachigen Raumes Verwendung findet, wo er die Grundlage zahlreicher musikalischer und poetischer Traditionen bildet.

## Die Dezime in der deutschen Dichtung
In der deutschen Literatur wurde die Dezime vor allem in der Romantik verwendet, etwa von August Wilhelm Schlegel (Die Sprache der Liebe), Friedrich Schlegel (Die neue Schule, Parodie), Ludwig Tieck (Wenn im tiefen Schmerz verloren), Joseph von Eichendorff (Nachtfeier, Dichterfrühling), August Graf von Platen (An Goethe. Glosse), Ludwig Uhland (Der Rezensent, Die Nachtschwärmer).
Bevorzugte Gedichtform war wie auch schon in der spanischen Dichtung die Glosse.
Diese geht von einem meist von fremder Quelle entlehnten Vierzeiler aus, dessen Einzelverse dann nacheinander immer den Schlussvers aller vier Strophen bilden.
Das Reimschema ist häufig die klassische Espinela, aber auch zahlreiche Varianten.
Beim Versmaß wurden die rhythmisch eigentlich sehr abwechslungsreichen Achtsilbler im Deutschen auf ein starres Versschema von vier Trochäen übertragen (sogenannte spanische Trochäen). Anders als im Spanischen erscheinen auch häufig männliche Versschlüsse.
Als Beispiel die erste Strophe einer Glosse von A. W. Schlegel (Zwei Weisen. Von Frau B*):
Blumen, ihr seid stille Zeichen,

Die aus grünem Boden sprießen,

Düfte in die Lüfte gießen,

So das Herz zur Lieb' erweichen.

Dennoch mögt ihr nicht erreichen

So das Herz, den Schmerz versöhnen,

Enden alles Leid und Stöhnen,

Daß ihr könntet als Gedanken

In den grünen Blättern schwanken:

Liebe denkt in süßen Tönen.
Die unterstrichene letzte Zeile ist der erste Vers des glossierten Vierzeilers.
In der nachromantischen Dichtung verschwindet die Dezime aus der deutschen Lyrik.

### Gesamtdarstellungen
- Horst Joachim Frank: Handbuch der deutschen Strophenformen. 2. Auflage. Francke, Tübingen & Basel 1993, ISBN 3-7720-2221-9, S. 705–707.
- Hans-Dieter Gelfert: Einführung in die Verslehre. Reclam 1998, S. 118 ff.
- Wolfgang Kayser: Kleine deutsche Versschule. Francke Verlag 1982, S. 59 ff.
- Otto Knörrich: Lexikon lyrischer Formen (= Kröners Taschenausgabe. Band 479). 2., überarbeitete Auflage. Kröner, Stuttgart 2005, ISBN 3-520-47902-8, S. 41 f.